# Jani Batista
Jani Freitas Batista (Alvorada do Norte, 13 de agosto de 1986) é uma jogadora de vôlei paralímpico brasileira.

## Biografia e carreira
Batista é natural de Alvorada do Norte, em Goiás. Em 2006, ela foi atropelada por uma carreta enquanto andava de moto e precisou amputar a perna esquerda acima do joelho. Acabou conhecendo o vôlei sentado quando foi para a capital colocar uma prótese e conheceu atletas que praticavam a modalidade. Em 2008 foi convocada para a Seleção pela primeira vez.
Representou o Brasil em duas edições dos Jogos Parapan-Americanos: Toronto 2015, onde foi medalha de prata, e Lima 2019, onde, novamente, foi prata.
Já em Jogos Paralímpicos, ela esteve presentes em três edições: Londres 2012, Rio 2016 e Tóquio 2020, sendo medalha de bronze em 2016 e 2020.

## Principais conquistas
- Jogos Parapan-Americanos de 2015: prata[1]
- Jogos Paralímpicos de Verão de 2016: bronze[1]
- Jogos Parapan-Americanos de 2019: prata[1]
- Jogos Paralímpicos de Verão de 2020: bronze[1]
- Campeonato Mundial de 2022 (Bósnia): ouro[1]